# ليونارد أووسو
ليونارد أووسو (بالإنجليزية: Leonard Owusu) هو لاعب كرة قدم غاني في مركز الوسط، ولد في 3 يونيو 1997 في أكرا في غانا. لعب مع نادي أسدود.

## وصلات خارجية
- ليونارد أووسو على موقع اتحاد النرويج (النرويجية)
- ليونارد أووسو على موقع الدوري الأمريكي (الإنجليزية)
- ليونارد أووسو على موقع قاعدة بيانات كرة القدم.إي يو (الإنجليزية)
- ليونارد أووسو على موقع Soccerway.com (الإنجليزية)